# Mit ganzer Kraft
Mit ganzer Kraft ist ein französisch-belgischer Spielfilm von Nils Tavernier. Basierend auf einer wahren Begebenheit (das „Team Hoyt“ – Dick Hoyt mit seinem Sohn Rick – beim Ironman Hawaii) wird die Geschichte eines behinderten Jugendlichen erzählt, der zusammen mit seinem Vater einen Triathlon absolviert.

## Handlung
Paul Amblard, der bisher Seilbahnen repariert hat, wird arbeitslos. Über die Enttäuschung, dass sein inzwischen 17-jähriger Sohn Julien behindert zur Welt kam, ist er nicht hinweggekommen, und auch jetzt kümmert er sich nicht um ihn. Stattdessen treibt er Sport oder ist bei Einsätzen der Feuerwehr aktiv. Auch das Verhältnis zu seiner Frau Claire ist angespannt. Julien leidet unter der Missachtung seines Vaters. In der Garage findet er alte Zeitungsausschnitte von der Teilnahme seines Vaters bei einem Ironman-Triathlon. Nachdem er im Internet auf einen amerikanischen Vater gestoßen ist, der mit seinem behinderten Sohn einen Ironman absolviert hat, konfrontiert er auch seinen Vater mit diesem Wunsch. Dieser lehnt ab, da dies zu gefährlich sei und er auch nicht mehr die nötige Fitness habe. Aus Frustration darüber reißt Julien mit seinem elektrischen Rollstuhl von zu Hause aus. An einer Tankstelle kommt es zu einer Auseinandersetzung mit seinem Vater, der ihn wieder nach Hause bringen möchte. 
Erst als Juliens Klassenkameraden den Vater bitten, ihm den Wunsch zu erfüllen, schwenkt dieser um. Er baut ein Fahrrad um, dass Julien vor dem Lenker sitzen kann. Zusammen trainieren sie in den heimischen Bergen; auch ein Sturz hält sie nicht davon ab, das Ziel weiter zu verfolgen. Die Mutter allerdings ist strikt gegen die Teilnahme am Ironman France, an dem die beiden sich angemeldet haben. Ihre Tochter kann sie allerdings etwas beruhigen. Julien der sich von seiner Mutter nicht mehr wie ein Kind behandeln lassen möchte, hinterlässt ihr im Friseursalon, in dem sie arbeitet, die Botschaft „Dies ist mein Leben“. Juliens 18. Geburtstag feiert die Familie mit Freunden in harmonischer Runde in einem Lokal und einem Feuerwerk vor ihrem Berghaus. Eines Tages kommt von den Veranstaltern des Ironmans eine Absage. Julien fährt mit seinem Freund Yohan mit der Bahn nach Nizza, wo er sich Zutritt zum Organisationskomitee verschafft, das ihm nachträglich doch die Starterlaubnis erteilt. Paul hat mittlerweile jedoch wieder Bedenken, wird aber jetzt von Claire bestärkt, das Training wieder aufzunehmen. Er trainiert nun in einem Bergsee, ein Boot beim Schwimmern zu ziehen, und arbeitet intensiv an seiner Ausdauer. Für Julien wird ein Spezialsitz für das Fahrrad gefertigt. 
Schließlich fährt die ganze Familie zum Wettbewerb nach Nizza. Vater und Sohn befinden sich zwar nach dem Schwimmen am Ende des Feldes, aber auch mit Hilfe der Anfeuerung von Julien kann der Zeitplan zunächst eingehalten werden, um das Limit von 16 Stunden zu erreichen. Dann bekommt Julien beim Radfahren eine wunde Stelle an der Hüfte. Diese wird beim Wechsel zum Laufen versorgt, und der Arzt erlaubt die Fortsetzung des Wettbewerbs. Zum Ende hin wird Paul immer schwächer, und er will schließlich unweit des Zieles aufgeben. Julien möchte das nicht akzeptieren und fängt an, den Rollstuhl mit seinen Händen selbst zu bewegen. Dies motiviert den Vater, seine Kräfte nochmals zu mobilisieren. Drei Minuten vor Ende der Frist erreichen die beiden umjubelt das Ziel.

## Aufführung
Der Film wurde erstmals beim Toronto International Film Festival 2013 aufgeführt. Der Kinostart in Frankreich war am 16. März 2014, in Deutschland am 4. September 2014.

## Kritiken
„Leider folgt die Dramaturgie den vertrauten Bahnen des Sportfilmgenres: Erst wird für das Großereignis trainiert, bis die Schwarte kracht, dann gibt es vor dem Ziel einen Rückschlag, und am Schluss liegen sich alle glücklich in den Armen. Doch große Überraschungen sind von Filmen dieser Art nicht zu erwarten. Was zählt, ist die Leidenschaft der Geschichte. Und die lässt keinen unberührt. Fazit: Emotional kraftvolle Mischung aus Sport- und Behindertenfilm auf allzu ausgetretenen Pfaden.“

„Nils Tavernier […] gelingt es auch, viele kleine Nebenhandlungen geschickt zu kombinieren […] Der Balanceakt zwischen Strapazen, Schwierigkeiten und euphorischer ‚heiler Welt‘ gelingt nicht immer, doch im Genre Sportfilm, dem man sich zumindest während des Rennens anpasst, ist dies eine wiederkehrende Gefahr.“